# Scottish Football League 1920/1921
Třicátý první ročník Scottish Football League (1. skotské fotbalové ligy) se konal od 16. srpna 1920 do 30. dubna 1921.
Soutěže se zúčastnilo opět 22 klubů a vyhrál ji pojedenácté ve své historii a obhájce z minulého ročníku Rangers FC, který měl náskok o deset bodů před rivalem Celtic FC. Nejlepším střelcem se stal opět hráč Motherwell FC Hughie Ferguson, který vstřelil 43 branek.